# Gare de Dommartin - Lissieu
Gare de Dommartin - Lissieu vasútállomás Franciaországban, Lissieu településen.

## Vasútvonalak
Az állomást az alábbi vasútvonalak érintik:
- Paray-le-Monial-Givors-Canal-vasútvonal

## Kapcsolódó állomások
A vasútállomáshoz az alábbi állomások vannak a legközelebb:
- Gare de Civrieux-d'Azergues
- Gare de Dardilly-le-Jubin